# Saturnia pavoniella
Saturnia pavoniella är en fjärilsart som beskrevs av Giovanni Antonio Scopoli 1763. Saturnia pavoniella ingår i släktet Saturnia och familjen påfågelsspinnare. Inga underarter finns listade.

## Bildgalleri

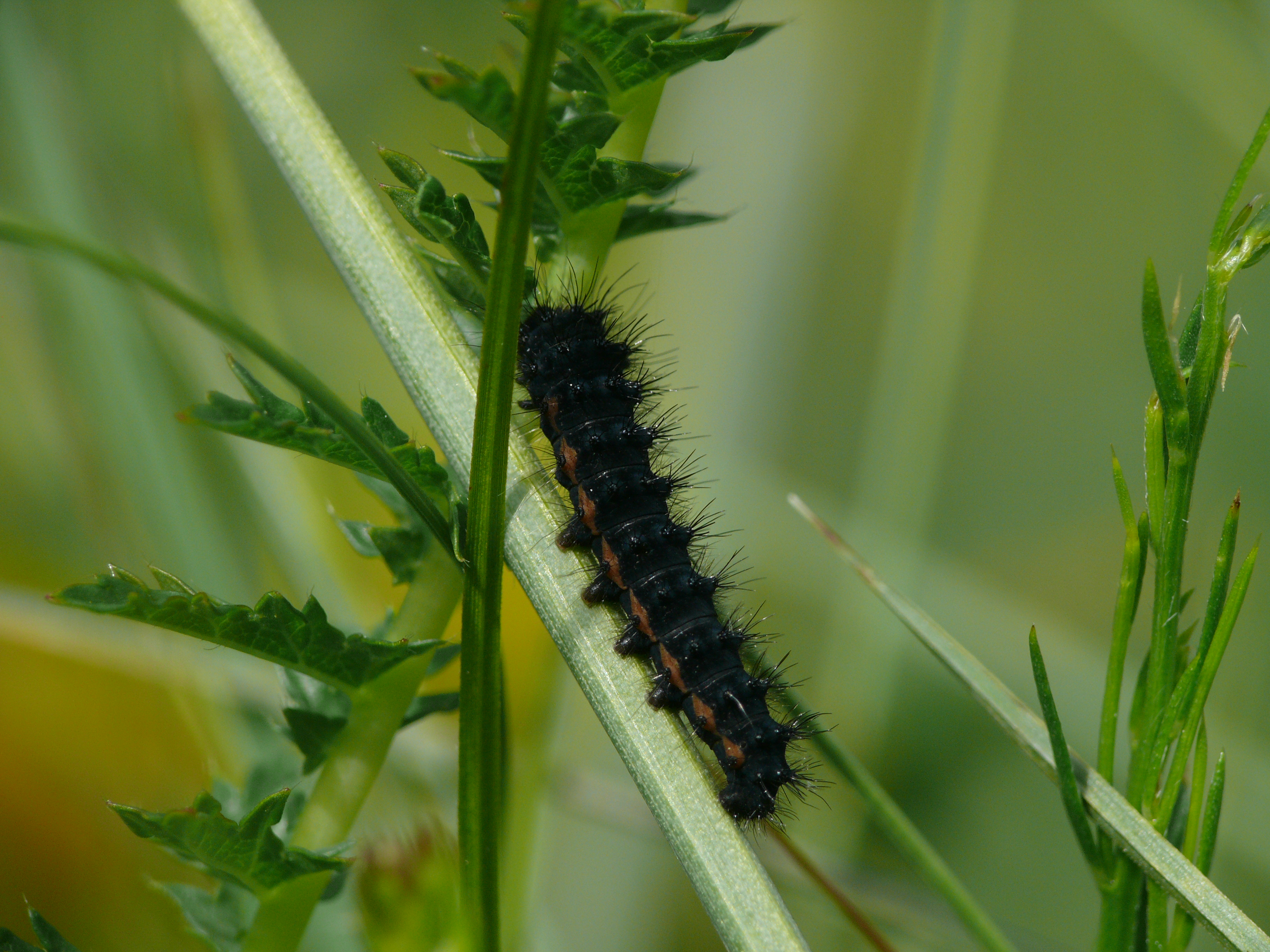
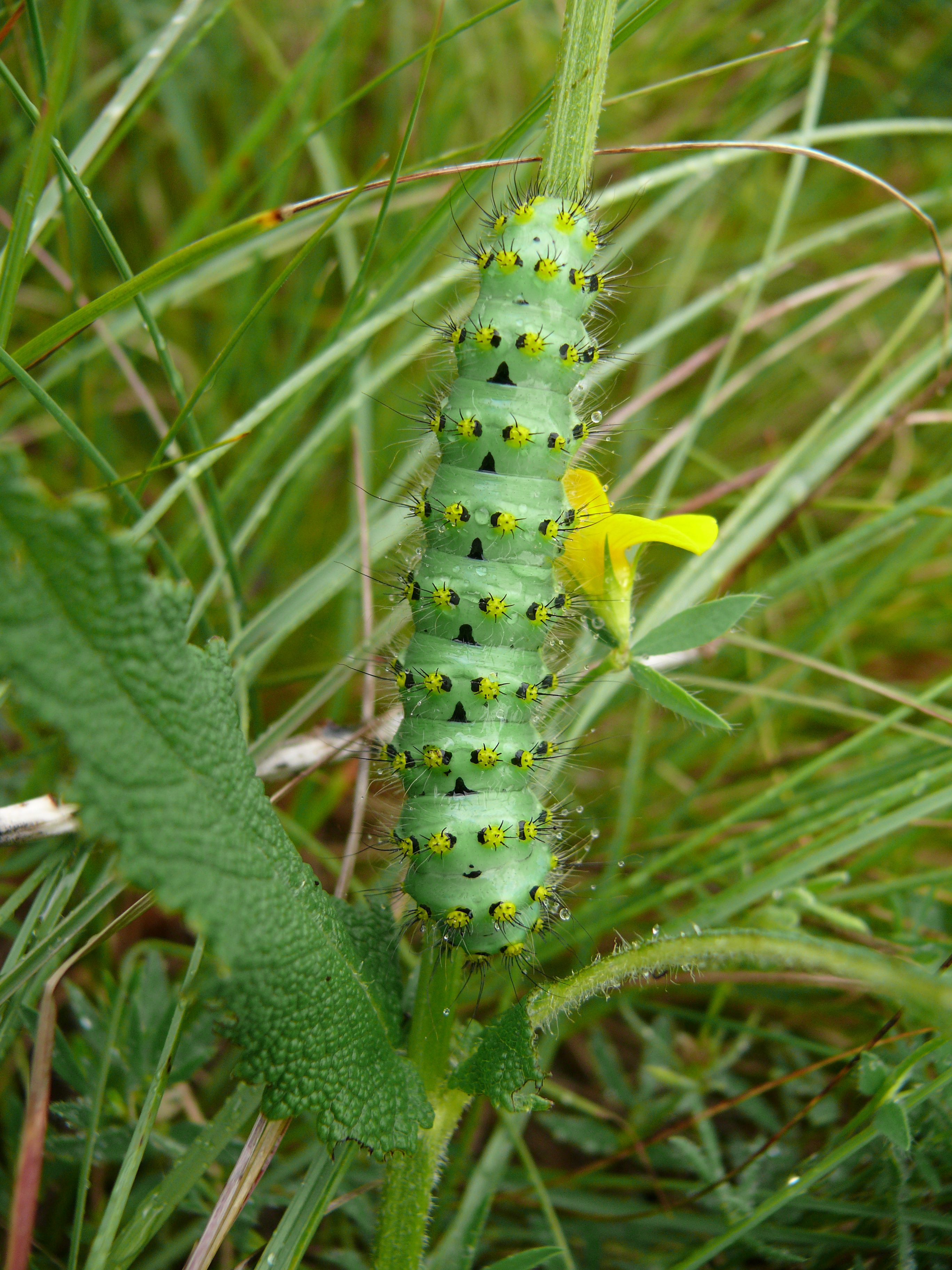
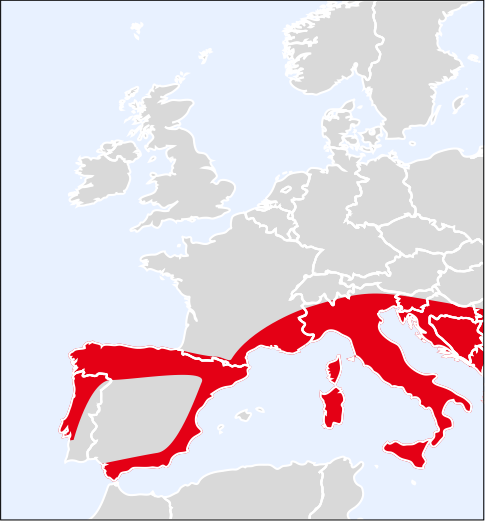